# Вашингтон Тауншип (округ Йорк, Пенсільванія)
Вашингтон Тауншип (англ. Washington Township) — селище (англ. township) в США, в окрузі Йорк штату Пенсільванія. Населення — 2573 особи (2020).

## Демографія
Згідно з переписом 2010 року, у селищі мешкали 2673 особи в 1011 домогосподарстві у складі 755 родин. Було 1072 помешкання
Расовий склад населення:
| - 98,7 % — білих - 0,2 % — чорних або афроамериканців - 0,1 % — корінних американців - 0,1 % — азіатів |

До двох чи більше рас належало 0,7 %. Частка іспаномовних становила 1,4 % від усіх жителів.
За віковим діапазоном населення розподілялося таким чином: 22,3 % — особи молодші 18 років, 63,3 % — особи у віці 18—64 років, 14,4 % — особи у віці 65 років та старші. Медіана віку мешканця становила 44,3 року. На 100 осіб жіночої статі у селищі припадало 105,8 чоловіків;  на 100 жінок у віці від 18 років та старших — 102,9 чоловіків також старших 18 років.
Середній дохід на одне домашнє господарство  становив 78 475 доларів США (медіана — 61 250), а середній дохід на одну сім'ю — 91 562 долари (медіана — 74 081). Медіана доходів становила 44 403 долари для чоловіків та 35 787 доларів для жінок. За межею бідності перебувало 8,1 % осіб, у тому числі 12,0 % дітей у віці до 18 років та 12,2 % осіб у віці 65 років та старших.
Цивільне працевлаштоване населення становило 1406 осіб. Основні галузі зайнятості: роздрібна торгівля — 15,2 %, виробництво — 14,9 %, освіта, охорона здоров'я та соціальна допомога — 13,7 %.